# Sinogomphus telamon
Sinogomphus telamon är en trollsländeart som först beskrevs av Maurits Anne Lieftinck 1939.  Sinogomphus telamon ingår i släktet Sinogomphus och familjen flodtrollsländor. IUCN kategoriserar arten globalt som otillräckligt studerad. Inga underarter finns listade i Catalogue of Life.